# Ciudad metropolitana de Mesina
La ciudad metropolitana de Mesina (en italiano, città metropolitana di Messina) es un ente local italiano de la región de Sicilia, en la Italia insular. Tiene una población estimada, a fines de octubre de 2021, de 601 281 habitantes.
Su capital es la ciudad de Mesina. Desde el 4 de agosto de 2015 reemplazó a la provincia de Mesina.
Tiene un área de 3266,12 km². Hay 108 municipios en la ciudad metropolitana.
Aparte de la capital, Mesina, otras ciudades y puntos de interés destacados son Barcellona Pozzo di Gotto, Milazzo, las islas Eolias (Patrimonio de la Humanidad de la Unesco), Tíndaris, Taormina y Capo d'Orlando.  
Mesina fue la ciudad de partida de los almogávares en 1302.

## Municipios
Los 108 municipios de la ciudad metropolitana son los siguientes:
| - Acquedolci - Alcara Li Fusi - Alì - Alì Terme - Antillo - Barcellona Pozzo di Gotto - Basicò - Brolo - Capizzi - Capo d'Orlando - Capri Leone - Caronia - Casalvecchio Siculo - Castel di Lucio - Castell'Umberto - Castelmola - Castroreale - Cesarò - Condrò - Falcone - Ficarra - Fiumedinisi - Floresta - Fondachelli-Fantina - Forza d'Agrò | - Francavilla di Sicilia - Frazzanò - Furci Siculo - Furnari - Gaggi - Galati Mamertino - Gallodoro - Giardini-Naxos - Gioiosa Marea - Graniti - Gualtieri Sicaminò - Itala - Leni - Letojanni - Librizzi - Limina - Lipari - Longi - Malfa - Malvagna - Mandanici - Mazzarrà Sant'Andrea - Merì - Mesina - Milazzo | - Militello Rosmarino - Mirto - Mistretta - Mojo Alcantara - Monforte San Giorgio - Mongiuffi Melia - Montagnareale - Montalbano Elicona - Motta Camastra - Motta d'Affermo - Naso - Nizza di Sicilia - Novara di Sicilia - Oliveri - Pace del Mela - Pagliara - Patti - Pettineo - Piraino - Raccuja - Reitano - Roccafiorita - Roccalumera - Roccavaldina - Roccella Valdemone | - Rodì Milici - Rometta - San Filippo del Mela - San Fratello - San Marco d'Alunzio - San Pier Niceto - San Piero Patti - San Salvatore di Fitalia - San Teodoro - Sant'Agata di Militello - Sant'Alessio Siculo - Sant'Angelo di Brolo - Santa Domenica Vittoria - Santa Lucia del Mela - Santa Marina Salina - Santa Teresa di Riva - Santo Stefano di Camastra - Saponara - Savoca - Scaletta Zanclea - Sinagra - Spadafora - Taormina - Terme Vigliatore - Torregrotta | - Torrenova - Tortorici - Tripi - Tusa - Ucria - Valdina - Venetico - Villafranca Tirrena |

## Galería

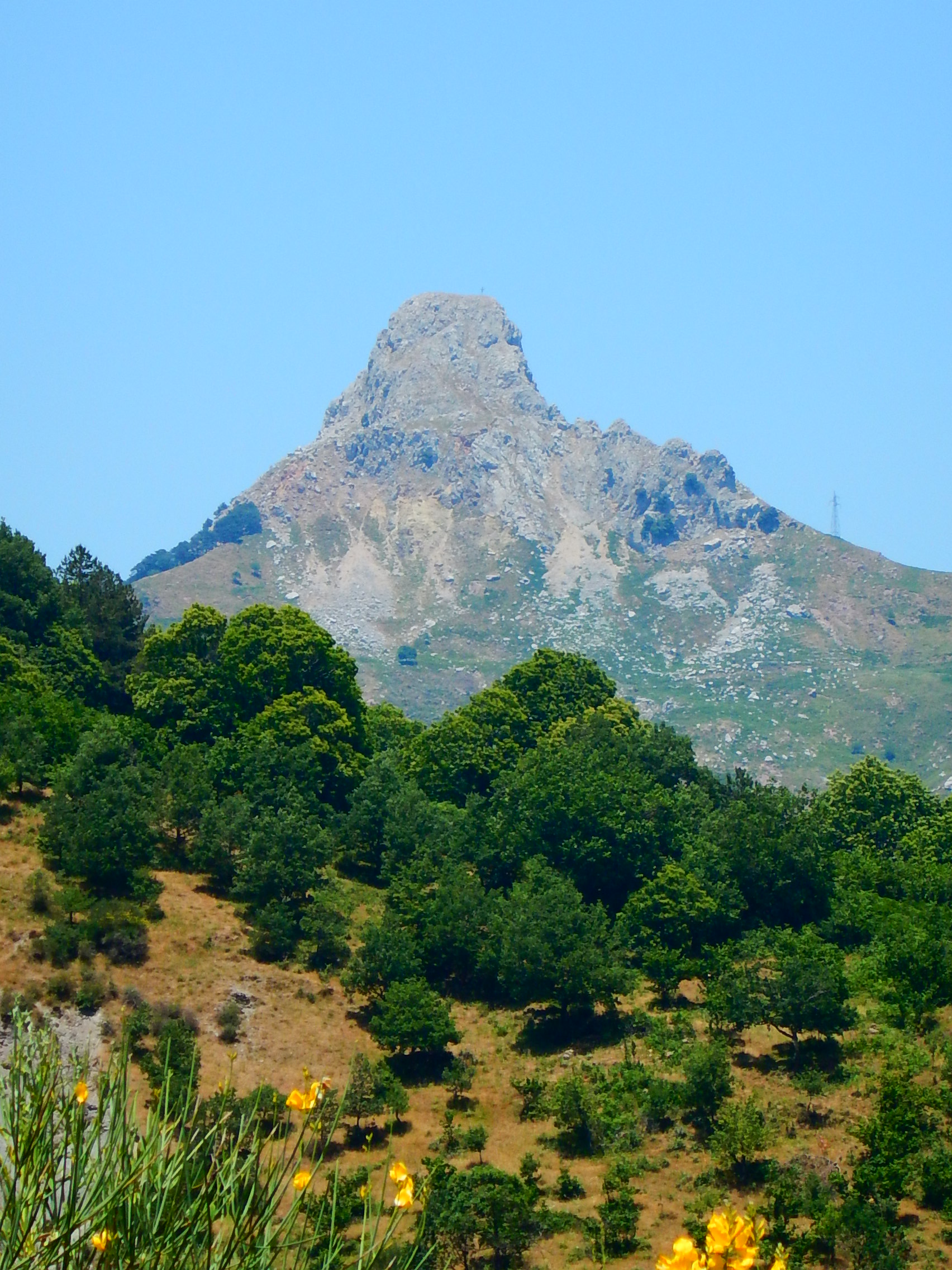
El perfil del monte Rocca Salvatesta desde Fondachelli-Fantina
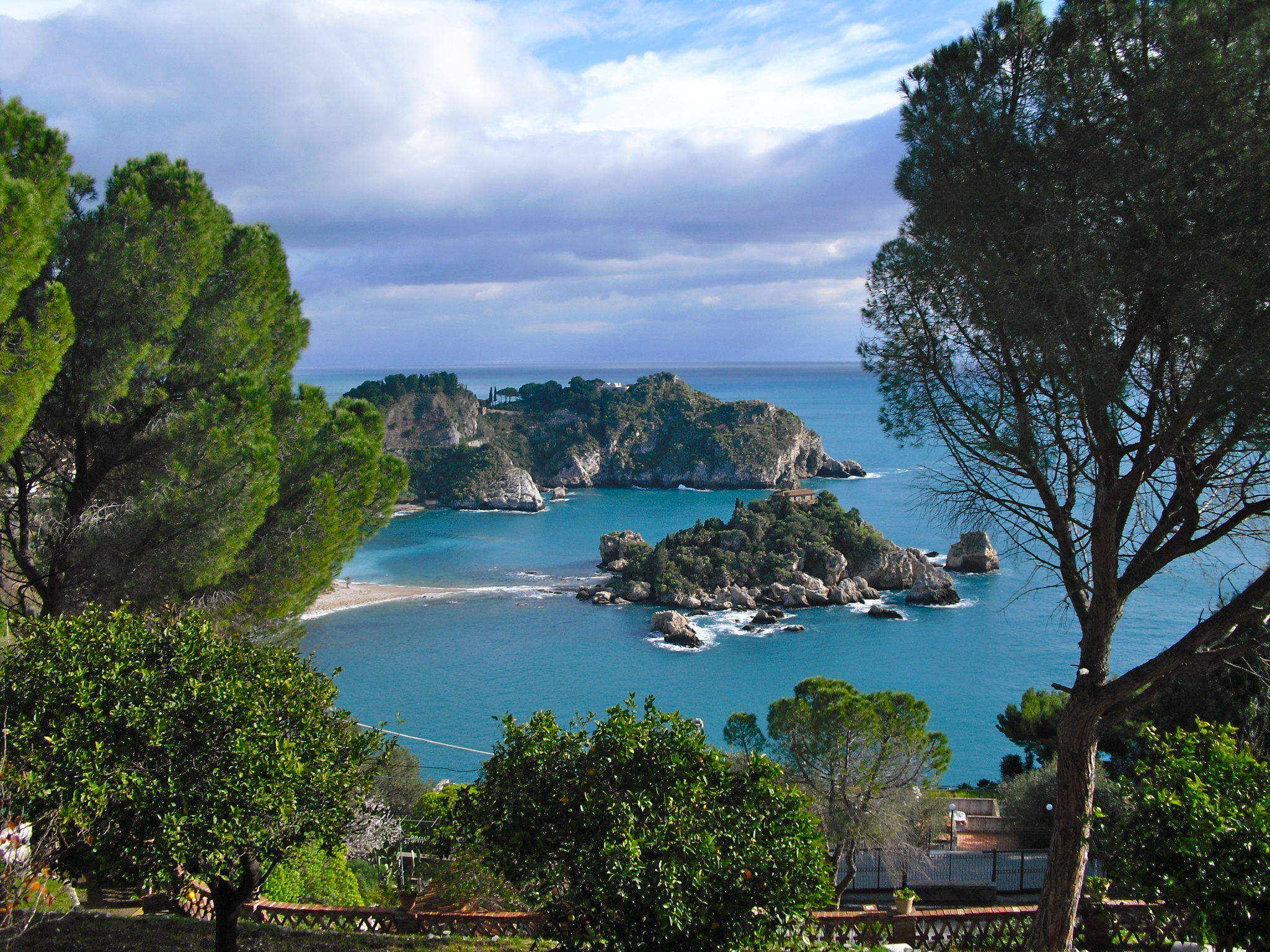
Isola Bella, Taormina
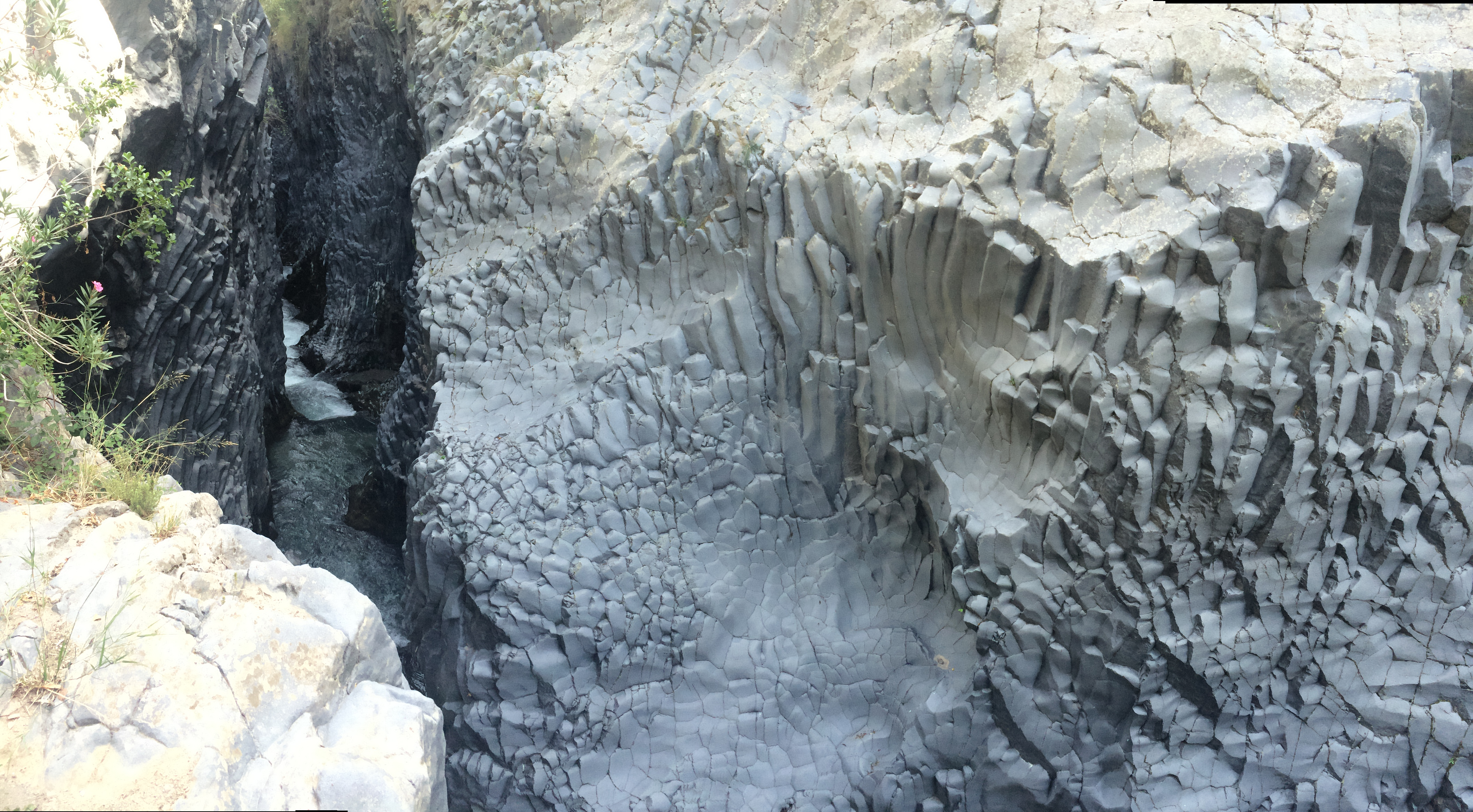
Cañones del Alcantara
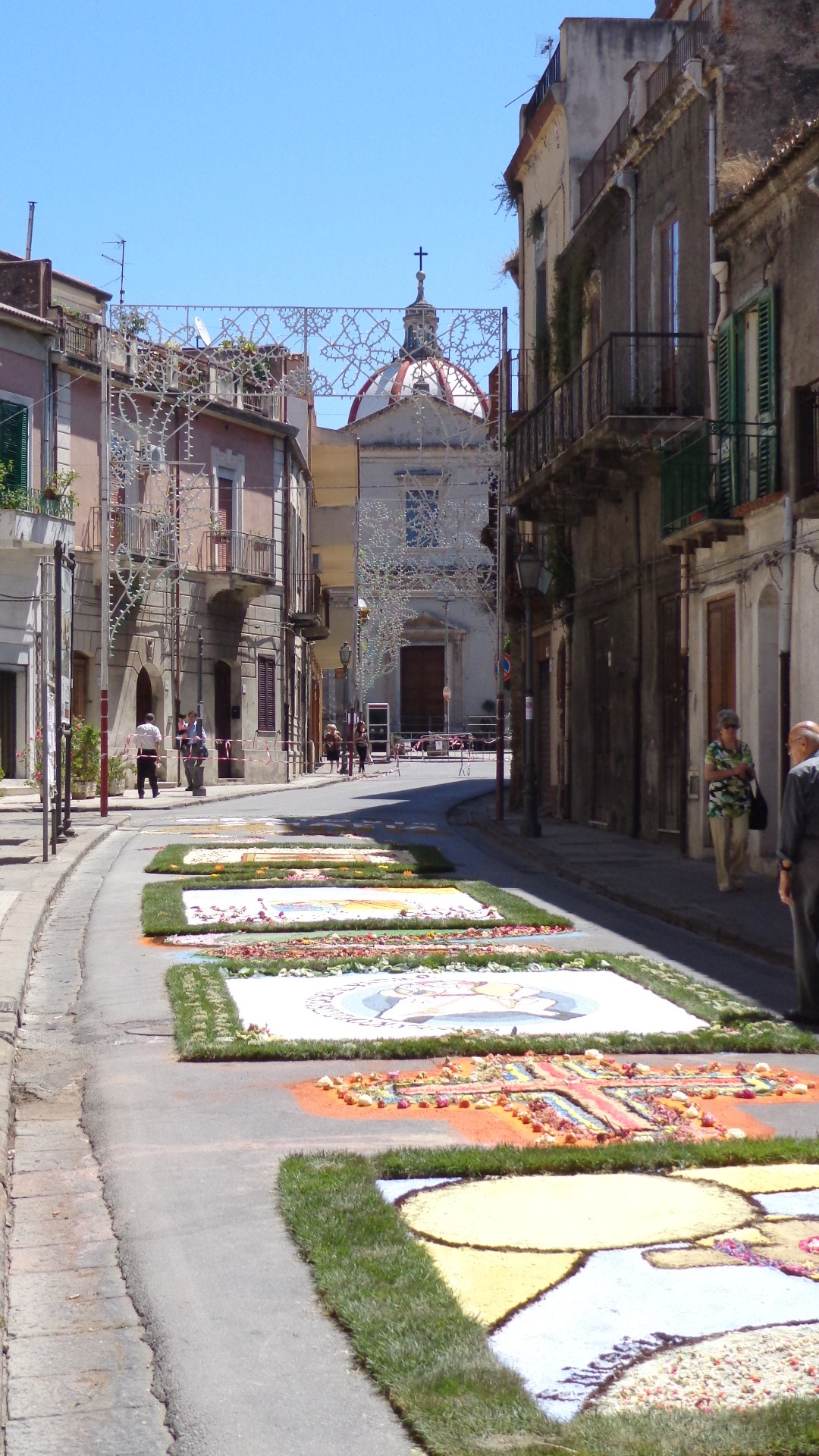
Infiorata de Barcellona Pozzo di Gotto
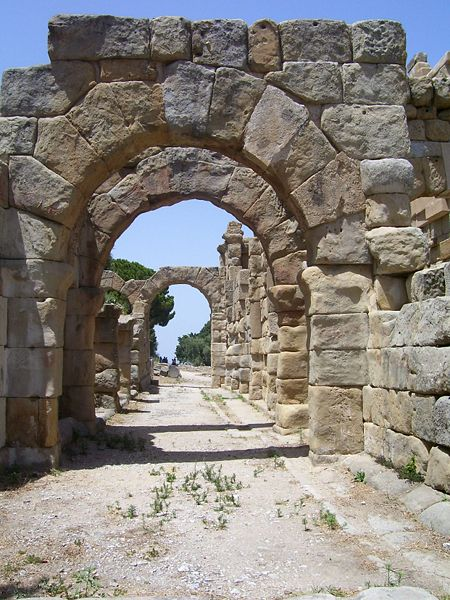
Ruinas de Tíndaris
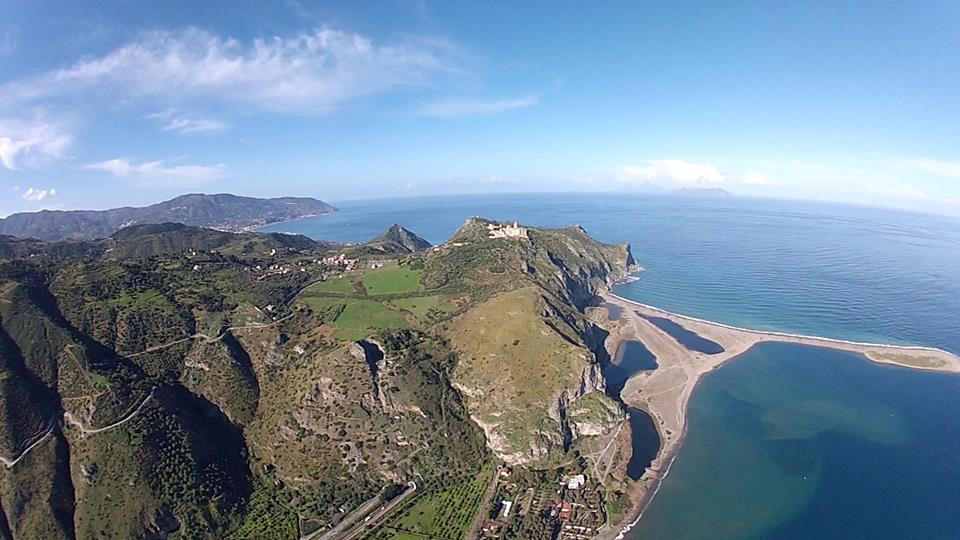
Laguna de Tíndaris
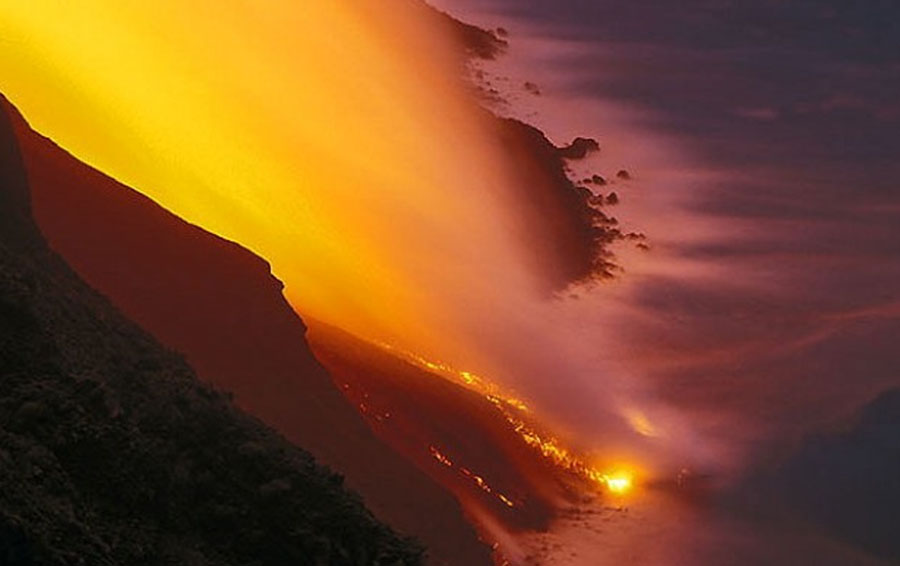
Stromboli, Islas Eolias